# Полезные ископаемые Австралии
Австралия обладает значительными запасами энергетического и минерального сырья — нефти, газа, угля, алмазов, урановых руд, железа, никеля, цветных и благородных металлов, ильменит-циркон-рутиловых песков и др., которые обеспечивают внутренние потребности страны.
Австралия имеет крупные запасы нефти и природного газа, является одним из крупнейших производителей и экспортёров угля, алюминия, меди, титановой руды, урана, алмазов. К концу XX века входила в пятёрку крупнейших в мире производителей золота, цинка и свинца.
| Полезные ископаемые                   | Запасы | Содержание полезного компонента в рудах, % | Доля в мире, % |          |
| Подтверждённые                        | Общие  |                                            |                |          |
| ------------------------------------- | ------ | ------------------------------------------ | -------------- | -------- |
| Алмазы, млн карат природных ювелирных |        | 0                                          |                | 16,4 7,9 |
| Металлы платиновой группы, т          | 25     |                                            | 0,15 — 0,9 г/т |          |
| Бокситы, млн т                        | 3024   | 6710                                       | 48 (Al₂O₃)     | 11,3     |
| Барит, тыс. т                         | 2000   | 4500                                       | 95 (BaSO₄)     | 0,6      |
| Оксид бериллия, тыс. т                | 9      | 42                                         | 0,21 (ВеО)     | 4        |
| Вольфрам, тыс. т                      | 5      | 30                                         | 0,7 (WO₃)      | 0,2      |
| Железные руды, млн т                  | 18000  | 32200                                      | 64             | 10,4     |
| Золото, т                             | 2300   | 2800                                       | 0,7 — 2,1 г/т  | 4,7      |
| Кобальт, тыс. т                       | 270    | 600                                        | 0,07           | 4,9      |
| Марганцевые руды, млн т               | 181    | 260                                        | 41 (Mn)        | 5        |
| Медь, тыс. т                          | 15866  | 19262                                      | 2,44           | 2,4      |
| Нефть, млн т                          | 315    |                                            |                | 0,2      |
| Никель, тыс. т                        | 3700   | 5600                                       | 1              | 7,4      |
| Пентоксид ниобия, тыс. т              | 113    | 113                                        | 0,45           | 1,2      |
| Олово, тыс. т                         | 210    | 400                                        | 1,6            |          |
| Плавиковый шпат, млн т                | 1,84   | 2                                          | 24,2 (CaF₂)    | 1        |
| Природный горючий газ, млрд м³        | 550    |                                            |                | 0,4      |
| Свинец, тыс. т                        | 19510  | 21910                                      | 6,4            | 16       |
| Серебро, т                            | 29930  | 46570                                      | 190 г/т        | 5,5      |
| Стибиот (сурьма), тыс. т              | 98     | 106                                        | 3,5            | 2,3      |
| Тантал, т                             | 450    | 9100                                       | 0,07           | 5,86     |
| Уголь, млн т                          | 113600 | 864875                                     |                |          |
| Апатиты, млн т                        |        | 43                                         | 17,9 (Р₂О₅)    |          |
| Фосфориты, млн т                      | 209    | 209                                        | 7,4 (Р₂О₅)     |          |
| Хромовые руды, млн т                  | 2      |                                            | 40 (Cr₂O₃)     | 0,04     |
| Цинк, тыс. т                          | 38040  | 64040                                      | 12,8           | 13,7     |
| Уран, тыс. т                          | 622    | 758                                        | 0,17           | 24,5     |

## Нефть и газ
Природный газ, впервые обнаруженный в районе Рому в Квинсленде в 1904 году, до 1961 года имел лишь местное значение. Программа разведки нефтяных месторождений, начатая в 1950-х годах при поддержке государства, способствовала чёткому выделению, по крайней мере, 20 седиментационных бассейнов; из них в девяти в настоящее время добывается нефть. На рубеже XX—XXI веков в Австралии известно свыше 130 месторождений нефти и газа, 9 из которых относятся к крупным с промышленными запасами 50 млн т и более (Кингфиш, Марлин, Барракуда и др.), 16 — к средним (5-45 млн т). Наиболее значимые месторождения расположены в районах Гипсленд (Виктория), Карнарвон (Западная Австралия), Бонапарт (Северная территория и Западная Австралия) и Купер-Эроманга (Южная Австралия и Квинсленд). Основная часть промышленных запасов нефти и газа Австралии сосредоточена в двух периконтинентальных осадочных бассейнах — Гипсленд в проливе Басса (месторождения Барракуда, Снаппер, Марлин, Кингфиш, Халибет) и Карнарвон (Барроу) на западном побережье, а также во внутриконтинентальном Восточно-Австралийском бассейне, связанном с синеклизой Великого Артезианского бассейна (месторождения Тирраварра, Мурари, Гиджилпа, Мумба). Основные ресурсы нефти сосредоточены в мезозойских отложениях, газа — в палеозойских, 80 % ресурсов углеводородов приходится на интервалы глубин 1-3 км. Нефти лёгкие (плотность 790–810 кг/м³), малосернистые. Перспективы прироста запасов связаны с материковыми бассейнами: Восточно-Австралийским, Амадиес, Перт и др., а также с акваториями северо-западного шельфа и заливом Карпентария.
В 1999–2000 гг. консорциум West Australian Petroleum Pty. Ltd. (WAPET) в пределах глубоководного блока WA-267-P, прилегающего к месторождениям группы Горгон, пробурил пять новых успешных газовых скважин: Герион-1, Ортус-1 (глубина моря 1200 м), Урания-1, Менад-1 и Янц-1 (Jansz-1). Общие запасы открытий Герион, Ортус и Урания оцениваются в 280–390 млрд м³.
В 2003 году открыто крупнейшее в истории страны газовое месторождение Джанс, расположенное в 200 км от северо-западного побережья Австралии. Месторождение охватывает район площадью 2 тыс. км². Запасы месторождения составляют свыше 20 трлн куб. футов (570 млрд м³) газа, что делает его крупнейшим газовым ресурсом Австралии. Опробование газа планировалось начать в середине 2003 года. Компании-разработчики — «ЭксонМобил» и американская компания «ШевронТексако».

## Горючие сланцы
Австралия обладает значительными запасами горючих сланцев, связанных с мезозойскими отложениями. Крупнейшие месторождения расположены в штатах Квинсленд и Тасмания.

## Уголь
На долю Австралии к концу XX века приходилось 8 % мировых запасов каменного угля и 15 % запасов бурого угля. По запасам бурого угля Австралия к концу XX века занимала 2-е, а каменного угля — 6-е место среди промышленно развитых стран. Основные месторождения каменного угля расположены на востоке страны, в штатах Новый Южный Уэльс и Квинсленд и связаны с пермо-триасовыми отложениями межгорных прогибов. Крупнейшие бассейны — Сидней, разведанные запасы которого — 85 млрд т (штат Новый Южный Уэльс), и Боуэн — 42 млрд т (штат Квинсленд). В бассейне Боуэн (штат Квинсленд) угольные пласты залегают в благоприятных горно-геологических условиях, уголь высокого качества. В бассейне Сидней (штат Новый Южный Уэльс) угольные пласты тектонически более нарушенные, а уголь имеет повышенную зольность, но хорошо коксуется. Угольные пласты характеризуются большой мощностью (до 6 м), глубина их залегания варьируется от нескольких метров (в районе г. Ньюкасл) до 900 м в центральных частях бассейна. Уголь малосернистый (до 1,2 %), низкофосфористый (до 0,07 %), выход летучих веществ 14,8-38 %, зольность 2-8 %, теплота сгорания 25-30 МДж/кг; степень метаморфизма угля изменяется от коксующегося до газового и длиннопламенного. Незначительные запасы каменного угля известны в Западной Австралии в бассейне Колли, в юго-западной части залегает суббитуминозный уголь. Буровой угольный бассейн Латроб-Валли (общие запасы 113 млрд т) в штате Виктория связан с олигоцен-миоценовыми отложениями. Крупнейшие месторождения Яллорн и Моруэлл расположены в долине реки Латроб.

## Уран
По запасам урана Австралия занимает 1-е место среди промышленно развитых стран (на 2000 год — 754 тыс. т, доля в мире 19,4 %). По другим данным Австралия владеет 30 % мировых запасов дешёвой урановой руды. В Австралии известно 30 крупных месторождений урановых руд. Большинство из них расположены в районе Аллигейтор-Риверс (площадь 1500 км²). Здесь сосредоточено 3/4 запасов урана страны и 17 % мировых запасов. Главные месторождения — Рейнджер, Кунгарра, Джабилука и Набарлек — представлены полигенными стратиформными залежами настурановых руд в нижнепротерозойских углеродистых, хлоритовых и др. сланцах формации Кулпинг геосинклинали Пайн-Крик. Промышленные прожилково-вкрапленные руды связаны с пластовыми и сечными разломами. Руды характеризуются высоким качеством; содержание U₃O₈ в среднем 0,2-0,3 %, максимальное содержание U₃O₈ — 2,35 % (месторождение Набарлек).

## Железные руды
По разведанным запасам железных руд Австралия занимает 2-3-е место в мире (вместе с Россией, 2000). Большая часть запасов сосредоточена в железорудном бассейне Хамерсли (штат Западная Австралия), занимающем площадь 150 тыс. км². В его строении участвуют слабометаморфизованные вулканогенно-осадочные породы раннего протерозоя. Наиболее распространены гипергенные гематитовые руды в железистых кварцитах. Среднее содержание железа в них варьирует в пределах 64,2-67(70) %. Здесь разрабатываются гематит-гётитовые руды, связанные с нижнепротерозойскими железистыми кварцитами, в зоне выветривания (месторождение Маунт-Уэйлбек — общие запасы 1,4 млн т, содержание металла 64 %; Маунт-Том-Прайс, Парабурду, Маунт-Ньюмен). Добываются также лимонитовые пизолитовые руды с содержанием Fe 50-60 % (месторождение Роб-Ривер, общие запасы 3 млрд т). Значительные запасы гематит-гётитовых руд сосредоточены в шт. Южная Австралия и в районе Пилбара в Западной Австралии. На о. Кокату разрабатываются осадочные гематитовые руды (месторождение Ямли-Саунд). В штате Кливленд и Северная территория известны месторождения гематит-сидеритовых осадочных руд (месторождения Констанс-Рейндж, Ропер-Бар), на о. Тасмания — магнетитовые руды в амфиболитах (Сэвидж-Ривер).

## Марганцевые руды
К концу XX века Австралия занимала 5-е место по подтверждённым запасам марганцевых руд среди стран мира (после Украины, Грузии, Казахстана, Габона). По ресурсам марганца (630 млн т, 3 % мировых) страна на 3-м месте в мире (после ЮАР и Украины). Основные запасы марганца связаны с рудами месторождения Грут-Айленд на одноимённом острове в заливе Карпентария. Руды залегают в средне-протерозойских терригенных образованиях на глубине 0-30 м. Рудный пласт средней мощностью 3-4 м сложен оолитами, пизолитами оксидов марганца (криптомелан, пиролюзит) в песчано-глинистой массе. Соотношение руда: пустая порода колеблется от 1:1 до 9:1. В подошве пласта встречаются железистые руды. Содержание марганца 37-52 % (среднее 41 %), железа — 2-11,5 %; кремнезёма — 3-13 %; фосфора — 0,07-0,09 %; серы — 0,07-0,08 %. Руды легко обогащаются. Разработка месторождений ведётся открытым способом. Известны также мелкие месторождения марганцевых руд (Райпон-Гилл и др.), связанные с верхнепротерозойскими отложениями.

## Бокситы
По запасам бокситов Австралия занимает 3-е место среди стран Запада (после Гвинеи и Бразилии, 1999). Впервые бокситы были обнаружены в 1952 году на полуострове Гов (Северная территория), а в 1955 — в Уейпа (Квинсленд). Бокситы латеритного типа залегают на поверхности, мощность пласта достигает 10 м. Около 80 % всех запасов бокситов Австралии сосредоточено в 4 крупнейших месторождениях на западе страны — Уейпа, Гов, Кейп-Бугенвиль и Митчелл. На крайнем юго-западе материка в 64 км от г. Перт расположен крупный бокситовый район Дарлинг. Месторождение Уейпа имеет общие запасы 2700 млн т, подтверждённые — 1400 млн т, Гов (500 млн т и 370 млн т соответственно), Дарлинг-Рейндж (200 млн т общих и подтверждённых запасов). Все они разрабатываются без вскрышных работ. Крупные месторождения бокситов известны на полуострове Кейп-Бугенвиль, на побережье залива Адмиралтейства и на плато Митчелл в северной части штата Западная Австралия, достаточно удалённые от источников электроснабжения и отсутствие инфраструктуры препятствует их разработке. При существующих темпах добычи Австралия обеспечена подтверждёнными запасами бокситов на 68 лет.

## Медь
Запасы медных руд в Австралии относительно невелики — около 2 % запасов промышленно развитых стран Запада. Среднее содержание металла в рудах около 2,5 %. Основная доля (77 %) запасов медных руд Австралии сосредоточена в стратиформном месторождении Маунт-Айза в штате Квинсленд. Кроме этого в Австралии известны колчеданные (Маунт-Лайел, Кобар, Кадия), жильные (Голден-Гроу, Теннант-Крик) и медно-порфировые месторождения (Маунт-Морган). Значительные запасы меди содержатся в рудах медно-уранового месторождения Роксби-Даунс и медистых песчаниках (Маунт-Гансон) в Южной Австралии.

## Никель
Австралия занимает 6-е место среди промышленно развитых стран по запасам никеля (1999 г.). В Австралии открыто 37 сульфидных медно-никелевых месторождений, образующих Западно-Австралийскую никеленосную провинцию. Рудные тела большинства месторождений имеют форму линз и столпов. Среднее содержание никеля составляет 2,1 %, но в некоторых телах достигает 9,5 %, а в бедных рудах, подлежащих разработке, не превышает 0,6 %. В Западной Австралии сульфидные никелевые руды связаны с интрузивными и вулканогенными породами; для них характерны высокие концентрации никеля — 1,2-4,8 % (месторождения Камбалда, Агню и Маунт-Уиндарра). На востоке страны силикатные никелевые руды связаны с корой выветривания (месторождение Гринвейл, общие запасы 44 млн т). Крупное месторождение силикатных никелевых руд Уинджелина известно в Западной Австралии. С никелевыми рудами связаны также основные запасы кобальта и металлов платиновой группы.
Рудный район Марлборо расположен в центральной части австралийского штата Квинсленд, в 60 км к северо-западу от г. Рокхэмптон. В его пределах ресурсы никеля очень велики — район может стать одним из крупнейших мировых поставщиков этого металла. В пределах его территории насчитывается десять отдельных латеритных кобальт-никелевых месторождений, приуроченных к прерывистой цепи выходов серпентинизированных ультрамафитов, протягивающейся в северо-западном направлении примерно на 65 км. Суммарные выявленные ресурсы оцениваются в 210 млн т руды, содержащей в среднем 1,02 % никеля и 0,06 % кобальта.

## Кобальт
В Австралии подтверждённые запасы кобальта в последние годы XX века выросли примерно в 5 раз, а общие — в полтора раза. Содержание кобальта в рудах составляет 0,06-0,09 %.

## Полиметаллы
Недра Австралии богаты полиметаллическими рудами, запасы которых составляют 12-13 % запасов промышленно развитых стран Запада. Свинцово-цинковые стратиформные месторождения связаны с складчатыми докембрийскими отложениями (крупнейшие месторождения: Брокен-Хилл, Маунт-Айза). Значительные запасы свинцово-цинковых руд обнаружены в шт. Северная территория в докембрийских карбонатных породах платформенного чехла на месторождении Мак-Артур-Ривер (общие запасы 190 млн т). Мелкие месторождения — Элура (Новый Южный Уэльс) и Ред-Розбери (Тасмания).
Основу минерально-сырьевой базы свинца и цинка Австралии долгое время составляли крупные колчеданно-полиметаллические месторождения, приуроченные к докембрийским метаморфическим комплексам: Брокен-Хилл, Маунт-Айза, Гилтон, МакАртур-Ривер; на сегодня они в значительной мере отработаны. В 1990-х гг. геологоразведочными работами на флангах и глубоких горизонтах известных месторождений Каджебат, Блендвейл, МакАртур-Ривер обнаружены новые рудные тела. Также открыты, разведаны и введены в эксплуатацию новые месторождения серебряно-свинцово-цинковых руд: Сенчери, Кеннингтон и Джорж-Фишер, что позволило с 1998 г. резко увеличить производство свинца и цинка в концентратах в стране.
По общим и подтверждённым запасам цинка Австралия занимает в мире 1-е место (соответственно 64,04 и 38,04 млн т). Основные запасы цинковых руд страны находятся в колчеданно-полиметаллических месторождениях, локализованных преимущественно в докембрийских метаморфических комплексах: Гилтон, Маунт-Айза, Сенчери в штате Квинсленд, Брокен-Хилл — в шт. Новый Южный Уэльс, МакАрthur-Ривер — в Северной Территории. Большая часть запасов свинцово-цинковых руд месторождений сегодня отработана, проектных мощностей на начало XXI века достигают новые рудники — Кеннингтон, Сенчери, Капок, Пиллара, Элюра и другие.

## Серебро
Колчеданно-полиметаллические месторождения (Маунт-Айза, Брокен-Хилл, МакАртур-Ривер, Джорж Фишер, Кеннингтон, Сенчери и ряд мелких) являются в Австралии основными источниками серебра — в них сосредоточено до 91 % общих запасов этого металла, а суммарная добыча достигает 89 % годовой добычи Австралии. Месторождения характеризуются большими (1,5-6 тыс. т) запасами серебра при содержании его в рудах 50-300 г/т. Обеспеченность страны запасами серебра при современном уровне добычи составляет 26 лет.

## Вольфрам, молибден, олово, сурьма, висмут, ванадий
Эти полезные ископаемые сосредоточены в многочисленных крупных месторождениях руд на востоке страны. Месторождения руд лития, тантала, ниобия, бериллия относятся к гранитным комплексам щитов и выступов фундамента.
Ресурсы вольфрама в стране — 3,2 % мировых (0,7 млн т). Запасы скарнового молибден-вольфрамового месторождения Кинг-Айленд в Тасмании составляют 30 % общих запасов вольфрама в Австралии. В молибден-вольфрамовых рудах кварцево-штокверкового месторождения Маунт-Малгайн в Западной Австралии также присутствуют золото, серебро и медь.
Источником ванадия, запасы которого в Австралии значительны, являются титаномагнетитовые руды, связанные с интрузиями габбро зеленокаменных поясов щита Йилгарн.
Сурьма. Крупнейшие месторождения сурьмяных руд — Хилгроув (Новый Южный Уэльс), Костерфилд (Виктория), а также Блу-Спек в Западной Австралии.
Олово. Запасы оловянных руд в Австралии значительны; 80 % запасов олова содержится в сульфидно-касситеритовых рудах скарновых месторождений Тасмании (Ренисон-Белл, общие запасы 12 млн т, содержание Sn 1,2 %; Маунт-Кливленд, 1,7 млн т, Sn 0,79 %). Около 60 % подтверждённых запасов олова сосредоточено в касситерит-силикатных рудах месторождения Ренисон, расположенного на о. Тасмания. Преобладают сечные жилы богатых руд касситерит-силикатного типа с содержанием олова от 0,7 % до 2 %. Месторождение разрабатывается подземным способом на горизонтах 530–750 м. Суммарные запасы его оцениваются в 9,4 млн т руды с содержанием олова 1,5 %. На востоке Австралии разведаны касситерит-грейзеновые (Таронга, Гербертон) и касситерит-кварцевые (Эберфойл, Росарден, Ардлетан) месторождения. В Западной Австралии расположено редкое талий-пегматитовое месторождение Гринбушес с запасами 15 тыс. т олова, руды которого содержат 0,11-0,15 % олова и 0,04-0,06 % пентоксида тантала.

## Тяжёлые пески
По запасам тяжёлых песков Австралия в 1990-х гг. занимала 2-е место среди промышленно развитых стран. Австралия владеет преобладающей частью мировых запасов рутила, циркона и тория. Они связаны с прибрежно-морскими россыпями на восточном и юго-западном побережье между островом Страдброк (Квинсленд) и г. Байрон-Бей (Новый Южный Уэльс) и на побережье Западной Австралии в Кейпели. Крупнейшие месторождения Эниба, Кейпел-Банбери, Саутпорт, Хаммок-Хилл, Хексем-Томаго и др. Пески содержат минералы титана (ильменит, рутил), циркония (циркон) и редкоземельных элементов (монацит). Содержание тяжёлых минералов резко колеблется (от нескольких % до 60 %). Месторождения минерализованных песков бассейна Муррей, расположенного в юго-западном секторе штата Новый Южный Уэльс, вдоль северной границы штата Виктория и на прилегающих площадях штата Южная Австралия, рассматриваются как основное перспективное мировое месторождение рутила, ильменита и циркона. Основным первоочередным объектом вовлечения в эксплуатацию в бассейне является месторождение Твелв-Майл к северу от Милдуры (Nat. Parks J. — 2001. — № 4. — С. 17).

## Золото
По подтверждённым запасам золота Австралия в 1999 году занимала 6-е место в мире (после США, России, ЮАР, Канады и Индонезии). По оценкам Геологической службы США и Бюро горного дела, мировые запасы золота на конец XX века (1998) составляли 72 тыс. т, в том числе: ЮАР — 38 тыс. т, США — 6 тыс. т, Австралия — 4,7 тыс. т (далее: Канада и Россия — по 3,5 тыс. т, Узбекистан — 3 тыс. т, Бразилия — 1,2 тыс. т). Прогнозные ресурсы золота в стране — 2-5 тыс. т, что соответствует 6-й позиции в мире (наряду с Венесуэлой, Ганой, Канадой, Индонезией, Папуа-Новой Гвинеей, Перу и Чили, где прогнозные ресурсы золота также находятся в диапазоне 2-5 тыс. т). Лидируют: ЮАР — 60 тыс. т, Россия — 25 тыс. т, Китай и Бразилия (по 7-10 тыс. т) и США (5-7 тыс. т).
Крупнейшие золоторудные месторождения Австралии: Калгурли, Телфер (общие запасы руды 3,8 тыс. т, содержание Au 9,6 г/т), Норсмен. Все они расположены в Западной Австралии. Рудоносными являются кварцевые жилы и зоны гидротермальных изменений, связанные с верхнеархейскими осадочно-вулканическими толщами зеленокаменных поясов. Стратиформные кварц-доломитовые рудные тела месторождения Телфер (район Пилбара) залегают в осадочных породах верхнего протерозоя. На месторождении Норсмен, помимо золото-сульфидных жил, разрабатываются рыхлые породы коры выветривания, содержащие до 19 г/т Au. Золоторудная минерализация обнаружена также на урановом месторождении Джабилука.
В начале XXI века австралийская компания Gindalbie Gold NL на участке Бобби-Мак-Ги (Bobby McGee) месторождения Маунт-Малгайн (Mt Mulgine) в штате Западная Австралия открыла новую жильную золоторудную зону с богатыми рудами. Содержание золота в пересечениях длиной 1 м достигает 971 г/т, в интервалах 7 м — 171 г/т. В обычных рудах содержание золота в пересечениях 4-5 м составляет 5,45-8,96 г/т, в интервалах 6-16 м — 2,31-11,18 г/т. Глубина буровых скважин не превышает 50-60 м [Mining Journal. 2003. V.341, P. 8759].

## Платина
Прогнозные ресурсы металлов платиновой группы в Австралии составляют 0,3-1 тыс. т. Выявленные концентрации МПГ связаны с никелевыми рудами.

## Драгоценные и поделочные камни
Австралия обладает значительными ресурсами драгоценных и поделочных камней, особенно алмазов, опала и сапфира. В 1986 году началась эксплуатация лампроитовой трубки Аргайл, содержащей около 500 млн карат алмазов — более трети всех разведанных запасов мира (исключая страны СНД). Добыча алмазов из этой трубки в 1997 году составила 40,2 млн карат. Уникальные месторождения благородного опала, открытые в середине XIX века, расположены на юго-востоке страны в штатах Южная Австралия (Кубер-Педи, Андамука), Новый Южный Уэльс (Лайтнинг-Ридж, Уайт-Клифс) и Квинсленд (Йовах, Хейрикс). Все они связаны с корой химического выветривания песчано-сланцевых пород мелового и палеогенового периодов. Крупнейшее месторождение опала — Кубер-Педи; основной источник знаменитых чёрных опалов — месторождение Лайтнинг-Ридж. Месторождения сапфира сосредоточены в штатах Квинсленд (Анаки) и Новый Южный Уэльс (Инверелл, Глен-Иннес) и представлены аллювиальными россыпями, образованными за счёт сапфироносных палеоген-неогеновых щелочных базальтов. Систематически добываются также хризопраз, родонит и нефрит. Хризопраз высокого качества встречается в никеленосных корах выветривания гипербазитов (месторождение Марлборо в Квинсленде и др.), родонит — в палеозойских кремнисто-сланцево-спилитовых толщах (Тамуерт в Новом Южном Уэльсе и др.). В 1970-е годы началось активное освоение месторождений нефрита в серпентинизированных мраморах на полуострове Эйр в Южной Австралии. В 1978 году в штате Северная территория в докембрийских мраморах открыто перспективное месторождение рубина. В Австралии также имеются месторождения алмазов, связанные с лампроитовыми и кимберлитовыми трубками (в основном в Западной и Северной Австралии, где за последние 30 лет открыто 180 алмазных трубок, крупнейшей из которых является лампроитовая трубка Аргайл возрастом 1,2 млрд лет), а также алмазоносные россыпи (штат Новый Южный Уэльс).

## Фосфориты
По запасам фосфоритов Австралия занимает 4-е место среди промышленно развитых стран. Месторождения фосфоритов связаны с докембрийскими осадочными отложениями бассейна Джорджина (включая месторождение Гилл), штат Квинсленд и Северная территория. Крупнейшее месторождение — Дачесс, общие запасы которого составляют 1418 млн т, содержание P₂O₅ — 18%.

## Промышленное и строительное сырьё
В стране известны месторождения хризотил-асбеста в штате Новый Южный Уэльс (месторождения Барраба, общие запасы 34 млн т, Шерлок, Асбестос-Пойнт), талька (Маунт-Сибрук, Три-Спрингс, Маунт-Фиттон), барита (Орапарина, Норт-Пол, Кемп-Филд), гипса (в Южной Австралии), мусковита (Нейпир-Даунс, Йиннитарра, Маунт-Пленти), графита (Коппико, Кенденап, Донелли), пирита (Брукунг, Айрон-Кинг), калийных солей (Мак-Леод), бентонитовых глин (Скон), песка и гравия в прибрежно-морских и аллювиальных отложениях.